# Шимановський Станіслав Людвігович
Станіслав Людвігович Шимановський (? — ?) — радянський діяч, уповноважений Народного комісаріату шляхів СРСР по Українській СРР. Кандидат у члени ЦК КП(б)У в листопаді 1927 — червні 1930 року. Член ВУЦВК.

## Біографія
Член РСДРП(б) з 1908 року. Учасник революційного руху.
Працював на відповідальній роботі в Народному комісаріаті шляхів СРСР.
У 1927 — грудні 1929 року — уповноважений Народного комісаріату шляхів СРСР по Українській СРР.
З 1931 року був членом Московського відділення Всесоюзного товариства старих більшовиків. Подальша доля невідма.